# Ніттенау
Ніттенау (нім. Nittenau) — місто в Німеччині, розташоване в землі Баварія. Підпорядковується адміністративному округу Верхній Пфальц. Входить до складу району Швандорф.
Площа — 93,15 км2. Населення становить 9053 ос. (станом на 31 грудня 2020).